# Nikolaus Pevsner
Sir Nikolaus Pevsner (teljes nevén: Nikolaus Bernhard Leon Pevsner) (Lipcse, 1902. január 30. – London, 1983. augusztus 18.) német születésű angol építészettörténész, egyetemi tanár, a Brit Akadémia tagja. Főleg 46 kötetes ország-sorozatáról és The Buildings of England (1951–74) című összefoglaló művéről ismert. A Brit Birodalom Rendje parancsnoki fokozatának birtokosa (CBE).

## Életpályája
Egy zsidó kereskedő fiaként született Szászországban. Lipcsében, Münchenben, Berlinben és Frankfurt am Mainban tanult művészettörténetet. PhD fokozatát 1924-ben szerezte meg. A drezdai galériában dolgozott 1924 és 1928 között. 1929 és 1933 között a göttingeni egyetemen tanított.
Nem sokkal Hitler hatalomra kerülése után – véglegesen – Angliába költözött és a birminghami egyetemre került. Az 1940-es évek elején a University of Londonhoz tartozó Birkbeck College-ban professzor lett. A brit állampolgárságot 1946-ban vette fel. 1949–1955-ben a cambridge-i egyetem tanára volt. Tagja volt az Architectural Review szerkesztőbizottságának és szerkesztője a Pelican history of Art sorozatnak.
Londonban halt meg 1983-ban. Emlékezetére az istentiszteletet a Church of Christ the King templomban, Bloomsburyben tartották.

## Válogatott művei
- Academies of Art, Past and Present (1940)
- An Outline of European Architecture (1943) (magyarul: Az európai építészet története, 1972)
- Pioneers of Modern Design (1949; eredetileg 1936-ban jelent meg,  Pioneers of the Modern Movement címen) (magyarul: A modern formatervezés úttörői, 1977)
- The Buildings of England (1951-74)
- The Englishness of English Art (1956)
- The Sources of Modern Architecture and Design (1968)
- A History of Building Types (1976)
- Pevsner on Art and Architecture: the Radio Talks, szerkesztette és bevezetővel ellátta Stephen Games, (Methuen, 2003)

### Magyarul
- Az európai építészet története. Nyugat-Európa a X. századtól a XX. századig; ford. Borbás Mária, bev. Zádor Anna; Corvina, Bp., 1972 ISBN 963 13 1407 3
- A modern formatervezés úttörői; ford. Falvai Mihály; Gondolat, Bp., 1977
- Az európai építészet története; bev., utószó Michael Forsyth, ford. Borbás Mária; 5. átdolg. kiad.; Corvina, Bp., 2014

## The Buildings of England
- Bath (2003) (Michael Forsyth) ISBN 0-300-10177-5
- Bedfordshire, Huntingdon & Peterborough (1968) ISBN 0-300-09581-3
- Berkshire (1966) ISBN 0-300-09582-1
- Buckinghamshire (1960;1994) (rev. Elizabeth Williamson) ISBN 0-300-09584-8
- Cambridgeshire (1954;1970) ISBN 0-300-09586-4
- Cheshire (1971) ISBN 0-300-09588-0 (with Edward Hubbard)
- Cornwall (1951;1970) (rev. Enid Radclffe) ISBN 0-300-09589-9
- County Durham (1953;1983) (rev. Elizabeth Williamson) ISBN 0-300-09599-6
- Cumberland & Westmorland (1967) ISBN 0-300-09590-2
- Derbyshire (1953;1978) (rev. Elizabeth Williamson) ISBN 0-300-09591-0
- Devon (1952;1989) ISBN 0-300-09596-1
- Dorset (1972) ISBN 0-300-09598-8 (with John Newman)
- Essex (1954;1965) (rev. Enid Radcliffe) ISBN 0-300-09601-1
- Gloucestershire: The Cotswolds (1970;1999) (David Verey, rev. Alan Brooks) ISBN 0-300-09604-6
- Gloucestershire: The Vale & Forest of Dean (1970;2002) (David Verey, rev. Alan Brooks) ISBN 0-300-09733-6
- The Isle of Wight (2006) ISBN 0-300-10733-1 (with David Wharton Lloyd)
- Hampshire & The Isle of Wight (1967) ISBN 0-300-09606-2 (with David Wharton Lloyd)
- Herefordshire (1963) ISBN 0-300-09609-7
- Hertfordshire (1953;1977) (rev. Bridget Cherry) ISBN 0-300-09611-9
- Kent: North East & East (1969;1983) (John Newman) ISBN 0-300-09613-5
- Kent: West & the Weald (1969;1976) (John Newman) ISBN 0-300-09614-3
- Lancashire: Liverpool & the South-West (2006) ISBN 0-300-10910-5 (with Richard Pollard)
- Lancashire: Manchester & the South-East (2004) ISBN 0-300-10583-5 (with Clare Hartwell and Matthew Hyde)
- North Lancashire (1969) ISBN 0-300-09617-8
- Leicestershire & Rutland (1960;1984) (rev. Elizabeth Williamson) ISBN 0-300-09618-6
- Lincolnshire (1964;1989) (with John Harris, rev. Nicholas Antram) ISBN 0-300-09620-8
- Liverpool (2003) (Joseph Sharples) ISBN 0-300-10258-5
- London 1: The City of London (1997) ISBN 0-300-09624-0 (with Simon Bradley)
- London 2: South (1983) ISBN 0-300-09651-8 (with Bridget Cherry)
- London 3: North-West (1991) ISBN 0-300-09652-6 (with Bridget Cherry)
- London 4: North (1998) ISBN 0-300-09653-4 (with Bridget Cherry)
- London 5: East (2004) ISBN 0-300-10701-3 (with Bridget Cherry and Charles O'Brien)
- London 6: Westminster (2003) ISBN 0-300-09595-3 (with Simon Bradley)
- London City Churches (1998) (Simon Bradley) ISBN 0-300-09655-0
- Manchester (2001) (Clare Hartwell) ISBN 0-300-09666-6
- Norfolk 1: Norwich & North East (1962;1997) (rev. Bill Wilson) ISBN 0-300-09607-0
- Norfolk 2: South & West (1962;1999) (rev. Bill Wilson) ISBN 0-300-09657-7
- Northamptonshire (1961;1973) (rev. Bridget Cherry) ISBN 0-300-09632-1
- Northumberland (1957;1992) ISBN 0-300-09638-0 (with Ian A. Richmond, rev. John Grundy, Grace McCombie, Peter Ryder and Humphrey Welfare)
- Nottinghamshire (1951;1979) (rev. Elizabeth Williamson) ISBN 0-300-09636-4
- Oxfordshire (1974) ISBN 0-300-09639-9 (with Jennifer Sherwood)
- Sheffield (2004) (Ruth Harman and John Minnis) ISBN 0-300-10585-1
- Shropshire (1958;2006) (rev. John Newman) ISBN 0-300-12083-4
- Somerset: North & Bristol (1958) ISBN 0-300-09640-2
- Somerset: South & West (1958) ISBN 0-300-09644-5
- Staffordshire (1974) ISBN 0-14-071046-9
- Suffolk (1961;1974) (rev. Enid Radcliffe) ISBN 0-300-09648-8
- Surrey (1962;1971) (with Ian Nairn, rev. Bridget Cherry) ISBN 0-300-09675-5
- Sussex (1965) ISBN 0-300-09677-1 (with Ian Nairn)
- Warwickshire (1966) ISBN 0-300-09679-8 (with Alexandra Wedgwood)
- Wiltshire (1963;1975) (rev. Bridget Cherry) ISBN 0-300-09659-3
- Worcestershire (1968) ISBN 0-300-09660-7
- Yorkshire: The North Riding (1966) ISBN 0-300-09665-8
- Yorkshire: The West Riding (1959;1967) (rev. Enid Radcliffe) ISBN 0-300-09662-3
- Yorkshire: York & East Riding (1972;1995) (rev. David Neave) ISBN 0-300-09593-7

## The Buildings of Scotland
- Aberdeen and North-East Scotland (előkészületben)
- Argyll and Bute (2000) ISBN 0-300-09670-4 (Frank Arneil Walker)
- Ayrshire and Arran (előkészületben)
- Borders (2006) ISBN 0-300-10702-1 (Kitty Cruft, John Dunbar and Richard Fawcett)
- Dumfries and Galloway (1996) ISBN 0-300-09671-2 (John Gifford)
- Dundee and Angus (előkészületben)
- Edinburgh (1984) ISBN 014071068X (John Gifford, Colin McWilliam and David Walker)
- Fife (1988) ISBN 0-300-09673-9 (John Gifford)
- Glasgow (1990) ISBN 0-300-09674-7 (Elizabeth Williamson, Anne Riches and Malcolm Higgs)
- Highland and Islands (1992) ISBN 0-300-09625-9 (John Gifford)
- Lothian, except Edinburgh (1978) ISBN 0-300-09626-7 (Colin McWilliam)
- Perth and Kinross (2007) ISBN 0-300-10922-9 (John Gifford)
- Renfrewshire and Lanarkshire (in preparation)
- Stirling and Central Scotland (2002) ISBN 0-300-09594-5 (John Gifford and Frank Arneil Walker)

## The Buildings of Wales
- Carmarthenshire and Ceredigion (2006) ISBN 0-300-10179-1 (Thomas Lloyd)
- Clwyd (1986) ISBN 0-300-09627-5 (Edward Hubbard)
- Glamorgan (1995) ISBN 0-300-09629-1 (John Newman)
- Gwent/Monmouthshire (2000) ISBN 0-300-09630-5 (John Newman)
- Gwynedd (research in progress)
- Pembrokeshire (2004) ISBN 0-300-10178-3 (Thomas Lloyd, Julian Orbach and Robert Scourfield)
- Powys (1979) ISBN 0-300-09631-3 (Richard Haslam)

## The Buildings of Ireland
- Dublin (2005) ISBN 0-300-10923-7 (Christine Casey)
- North-West Ulster: the Counties of Londonderry, Donegal, Fermanagh & Tyrone (1979) ISBN 0-300-09667-4 (Alistair Rowan)
- North Leinster (1993) ISBN 0-300-09668-2 (Alistair Rowan and Christine Casey)